# Чешуйчатая короткохвостая муравьянка
Чешуйчатая короткохвостая муравьянка (лат. Willisornis poecilinotus) — вид птиц из семейства Thamnophilidae. Описан (под именем Hypocnemis poecilinotus) и впервые нарисован немецким орнитологом Жаном Луи Кабанисом в 1847 году. До 2011 года Willisornis vidua считали подвидом данного вида, однако в настоящее время его рассматривают как отдельный вид.

## Распространение
Обитают в Амазонии, на территории Боливии, Бразилии, Колумбии, Эквадора, Французской Гвианы, Гайаны, Перу, Суринама и Венесуэлы.

## Описание
Ярко выражены как половой диморфизм, так и вариативность окраса перьев у разных птиц. Из-за этого звучат мнения, что вид может быть в будущем разделён.
Выделяют пять подвидов.